# Manuel Fettner
Manuel Fettner, né le 17 juin 1985 à Vienne, est un sauteur à ski autrichien.

## Carrière
En 2001, entamant juste sa carrière au haut niveau, il devient vice-champion du monde junior en individuel. Cette même année, il prend son premier départ en Coupe du monde, finissant cinquième lors de son deuxième concours, à Bischofshofen. En février 2002, il signe son premier succès dans la Coupe continentale à Gallio. En 2003, il gagne le titre de champion du monde junior par équipes à Sollefteå. 
Pendant les années suivantes, ses apparitions en Coupe du monde sont sporadiques et agrandit son palmarès seulement grâce à deux médailles d'or à l'Universiade à Innsbruck, son site d'entraînement. À partir de 2005-2006, il revient dans le top 30 en Coupe du monde, avec notamment deux résultats dans le top dix en 2007-2008, ainsi que plusieurs succès dans la Coupe continentale, où son total de victoire se porte à plus de vingt à l'issue des années 2010. 
Il réalise de bon progrès durant la saison 2010-2011, lors de laquelle il monte sur son premier podium avec une 3e place à Oberstdorf, ce qui l'aide à se classer 4e de la Tournée des quatre tremplins.
Il a remporté un titre de champion du monde par équipes en 2013, pour sa première participation à des mondiaux. Lors de l'édition 2017, il remporte la médaille de bronze dans cette épreuve. Il est aussi médaille de bronze par équipes aux Championnats du monde de vol à ski 2016.
En fin d'année 2016, il monte sur son deuxième podium en Coupe du monde à Ruka, puis son troisième un mois plus tard à Willingen. En mars 2017, il gagne enfin sa première victoire dans une épreuve par équipes avec Michael Hayböck, Markus Schiffner et Stefan Kraft. Il prend place à la dixième position du classement général de cette compétition en fin de saison, soit le meilleur de sa carrière.
En 2018, il prend part aux Jeux olympiques de Pyeongchang, où il 23e au mieux individuellement et quatrième du concours par équipes.

## Palmarès

### Jeux olympiques
| Épreuve / Édition | Pyeongchang 2018 | Pékin 2022                         |
| Petit tremplin    | 23e              | Médaille d'argent, Jeux olympiques |
| Grand tremplin    | 32e              | 12e                                |
| Par équipes       | 4e               | Médaille d'or, Jeux olympiques     |

### Championnats du monde
| Épreuve / Édition          | Val di Fiemme 2013            | Lahti 2017                         | Seefeld 2019 |
| Petit tremplin             | 20e                           | 12e                                |              |
| Grand tremplin             | 15e                           | 18e                                | 24e          |
| Par équipes grand tremplin | Médaille d'or, Coupe du Monde | Médaille de bronze, Coupe du Monde |              |

### Championnats du monde de vol à ski
| Épreuve / Édition | Tauplitz 2016                      | Oberstdorf 2018 | Vikersund 2022 | Tauplitz 2024                     |
| Individuel        | 25e                                | 23e             | 16e            | 35e                               |
| Par équipes       | Médaille de bronze, Coupe du Monde | -               | 4e             | Médaille d'argent, Coupe du Monde |

### Coupe du monde
- Meilleur classement général : 10e en 2017.
- 5 podiums individuels : 1 deuxième place et 4 troisièmes places.
- 17 podiums par équipes, dont 6 victoires.
- 2 podiums par équipes mixte : 1 deuxième place et 1 troisième place.
- 2 podium en Super Team : 2 deuxième place.

#### Différents classements en Coupe du monde
| Année     | Classement général final |
| 2000-2001 | 54e                      |
| 2001-2002 | 48e                      |
| 2005-2006 | 42e                      |
| 2006-2007 | 48e                      |
| 2007-2008 | 29e                      |
| 2008-2009 | 66e                      |
| 2009-2010 | 39e                      |
| 2010-2011 | 12e                      |
| 2011-2012 | 41e                      |
| 2012-2013 | 30e                      |
| 2013-2014 | 46e                      |
| 2014-2015 | 33e                      |
| 2015-2016 | 24e                      |
| 2016-2017 | 10e                      |
| 2017-2018 | 27e                      |
| 2018-2019 | 31e                      |
| 2020-2021 | 49e                      |
| 2021-2022 | 17e                      |
| 2022-2023 | 10e                      |

### Championnats du monde junior
| Épreuve / Édition | Karpacz-Szklarska 2001 | Schonach 2002 | Solleftea 2003 |
| Individuel        | Argent                 | 12e           | 6e             |
| Par équipes       | Argent                 | Argent        | Or             |

### Coupe continentale
- Vainqueur du classement général hivernal en 2014.
- 21 victoires.

Palmarès au 1er février 2021

### Universiades
Il remporte trois médailles d'or aux Universiades dont deux en 2005 sur les deux concours individuels et en 2007 par équipes.

### Championnats d'Autriche
- Vainqueur sur le petit tremplin en 2013[1].